# Primeira fase da Copa Libertadores da América de 2008
A primeira fase da Copa Libertadores da América de 2008 foi disputada entre os dias 30 de janeiro e 12 de fevereiro. O sorteio dos cruzamentos aconteceu em Assunção em 19 de dezembro de 2007 e compreendeu as disputas entre os clubes com pior classificação nos torneios nacionais. Os seis vencedores de cada chave avançaram à segunda fase, disputada entre grupos.
As equipes se enfrentaram em jogos eliminatórios de ida e volta e as que somaram mais pontos classificaram-se a fase seguinte. Em caso de igualdade em pontos, o critério do gol marcado na casa do adversário entrou em consideração, e se persistisse o empate, a vaga seria decidida por disputa de pênaltis.
Lanús e Arsenal da Argentina, Cruzeiro do Brasil, Atlas do México, Cienciano do Peru e Audax Italiano do Chile classificaram-se a fase seguinte da Taça Libertadores 2008.

## Resultados
| Chave | Equipe 1     | Total | Equipe 2             | ida | volta | Classificação |
| ----- | ------------ | ----- | -------------------- | --- | ----- | ------------- |
| A     | Olmedo       | 1–3   | Lanús                | 1–0 | 0–3   | Grupo 2       |
| B     | Cruzeiro     | 6–3   | Cerro Porteño        | 3–1 | 3–2   | Grupo 1       |
| C     | Arsenal      | 3–2   | Mineros de Guayana   | 2–0 | 1–2   | Grupo 8       |
| D     | Atlas        | 2–1   | La Paz FC            | 2–0 | 0–1   | Grupo 3       |
| E     | Cienciano    | 1–0   | Montevideo Wanderers | 1–0 | 0–0   | Grupo 4       |
| F     | Boyacá Chicó | 4–4   | Audax Italiano       | 4–3 | 0–1   | Grupo 7       |

### Chave A
Todas as partidas estão no horário local
| 31 de janeiro de 2008 17:00 (UTC-5) | Olmedo       | 1 – 0     | Lanús | Olímpico de Riobamba, Riobamba            |
|                                     | Quiñónez 70' | Relatório |       | Público: 4,036 Árbitro: Víctor Rivera PER |

| 5 de fevereiro de 2008 20:00 (UTC-3) | Lanús                                       | 3 – 0     | Olmedo | Néstor Díaz Pérez, Lanús, Buenos Aires  |
|                                      | Fritzler 57' · Biglieri 77' · Velázquez 83' | Relatório |        | Público: 8,241 Árbitro: Héber Lopes BRA |

### Chave B
| 30 de janeiro de 2008 21:50 (UTC-3) | Cruzeiro                              | 3 – 1     | Cerro Porteño   | Mineirão, Belo Horizonte                     |
|                                     | Ramires 40', 89' · Marcelo Moreno 55' | Relatório | Cabrera 74' (P) | Público: 38,855 Árbitro: Jorge Larrionda URU |

| 6 de fevereiro de 2008 20:50 (UTC-4) | Cerro Porteño    | 2 – 3     | Cruzeiro                                                | Estádio Defensores del Chaco, Assunção      |
|                                      | Álvarez 43', 64' | Relatório | Thiago Heleno 5' · Marcelo Moreno 54' (P) · Ramires 57' | Público: 12,021 Árbitro: Carlos Chandía CHI |

### Chave C
| 29 de janeiro de 2008 19:30 (UTC-3) | Arsenal de Sarandí            | 2 – 0     | Mineros de Guayana | Estádio Julio Humberto Grondona, Sarandí, Buenos Aires |
|                                     | Calderón 41' · Leguizamón 78' | Relatório |                    | Público: 2,431 Árbitro: Enrique Osses CHI              |

| 5 de fevereiro de 2008 20:00 (UTC-4:30) | Mineros de Guayana               | 2 – 1     | Arsenal de Sarandí | Polideportivo Cachamay, Puerto Ordaz        |
|                                         | Pereira 45' (P) · dos Santos 58' | Relatório | Calderón 46'       | Público: 3,834 Árbitro: Leonardo Gaciba BRA |

### Chave D
| 30 de janeiro de 2008 20:10 (UTC-6) | Atlas                    | 2 – 0     | La Paz FC | Estádio Jalisco, Guadalajara                 |
|                                     | Mendivil 6' · Rergis 72' | Relatório |           | Público: 21,595 Árbitro: Georges Buckley PER |

| 6 de fevereiro de 2008 17:20 (UTC-4) | La Paz FC   | 1 – 0     | Atlas | Estádio Hernando Siles, La Paz |
|                                      | Clavijo 50' | Relatório |       | Árbitro: Antonio Arias PAR     |

### Chave E
| 31 de janeiro de 2008 19:20 (UTC-5) | Cienciano | 1 – 0     | Montevideo Wanderers | Estádio Garcilaso de la Vega, Cusco      |
|                                     | Sawa 12'  | Relatório |                      | Público: 21,661 Árbitro: Carlos Vera ECU |

| 7 de fevereiro de 2008 19:30 (UTC-3) | Montevideo Wanderers | 0 – 0     | Cienciano | Estádio Centenário, Montevidéu               |
|                                      |                      | Relatório |           | Público: 3,615 Árbitro: Federico Beligoy ARG |

### Chave F
| 7 de fevereiro de 2008 19:45 (UTC-5) | Boyacá Chicó                              | 4 – 3     | Audax Italiano                                  | Estádio El Campín, Bogotá             |
|                                      | Salazar 8', 90' · Pacheco 37' · Caneo 76' | Relatório | Ntarnak 1' (GC) · Villanueva 21' · Orellana 60' | Público: 1,161 Árbitro: Juan Soto VEN |

| 12 de fevereiro de 2008 17:00 (UTC-4) | Audax Italiano | 1 – 0     | Boyacá Chicó | Estádio Monumental, Santiago                |
|                                       | Broli 80'      | Relatório |              | Público: 2,327 Árbitro: Óscar Maldonado BOL |